# Понора (притока Ікопоті)
Поно́ра — річка в Україні, в межах Хмельницького району Хмельницької області. Права притока Ікопоті (басейн Прип'яті).

## Опис
Довжина 34 км, площа басейну 165 км². Живлення здебільшого снігове і дощове. Льодостав відбувається від грудня до кінця березня.

## Розташування
Понора бере початок на південний захід від села Корчівки. Тече на схід, впадає до Ікопоті між селами Росолівці та Малий Чернятин.